# ふしぎ刑事
『ふしぎ刑事』（ふしぎデカ）は、2000年にカプコンから発売されたPlayStation用アドベンチャーゲーム。ゲームアーカイブスでも配信された。

## 概要
科学法則が通用せず、人間としての常識を持たない人物があふれた「ふしぎアイランド」という世界を舞台とした推理アドベンチャー。物語冒頭の事件で被害者となる「カワイコちゃん」は「パンツ御殿」に暮らすいつでもどこでもパンティー丸出しの人物で、主人公をサポートするのが全裸にネクタイ1丁の中年男性の姿をした「オマワリ」と、子供っぽいギャグとも取れるキャラクターが多い。鍵となるのが島に暮らす「ハンサム」であり、エンディングでは「カワイコちゃん」の本性が明らかになる。